# 高田十志和
高田 十志和（たかた としかず、1953年（昭和28年）4月22日 - ）は日本の化学者。主な専門は超分子化学、高分子化学。東京工業大学教授。

## 業績
ロタキサン、カテナンなどのインターロック構造を有する超分子およびそれらを用いた高分子・ゲルの研究が有名。またエコタイヤの製造に利用される硫黄化合物を利用したシランカップリング剤の製造法を開発するなど実用的な研究も行っている。

## 略歴
- 1976年 岡山大学工学部合成化学科卒業。
- 1981年 筑波大学大学院化学研究科博士課程修了。理学博士。
- 1985年 東京工業大学大学院総合理工学研究科助手。
- 1987年 東京工業大学大学院総合理工学研究科助教授。
- 1994年 北陸先端科学技術大学院大学教授。
- 1995年 大阪府立大学大学院工学研究科教授。
- 2003年 東京工業大学大学院理工学研究科教授。

## 受賞歴
- 2003年 市村学術賞・功績賞。
- 2005年 高分子学会賞。